# اولاس
اولاس (به مجاری: Olasz) یک شهرداری در مجارستان است که در ناحیه بوی واقع شده‌است. اولاس ۱۰٫۲۹ کیلومتر مربع مساحت و ۶۱۷ نفر جمعیت دارد.